# Heliococcus radicicola
Heliococcus radicicola är en insektsart som beskrevs av Goux 1931. Heliococcus radicicola ingår i släktet Heliococcus och familjen ullsköldlöss. Arten är reproducerande i Sverige. Inga underarter finns listade i Catalogue of Life.